# Aleksej Ivanovič Gračëv
Aleksej Ivanovič Gračëv (in russo Алексей Иванович Грачёв?; Jagodnoe, 23 aprile 1914 – Libau, 8 maggio 1945) è stato un militare e aviatore sovietico, che nel corso della seconda guerra mondiale fu insignito delle onorificenze di Eroe dell'Unione Sovietica, dell'Ordine di Lenin, dell'Ordine della Bandiera rossa (3 volte), e dell'Ordine della Guerra Patriottica di I Classe.

## Biografia

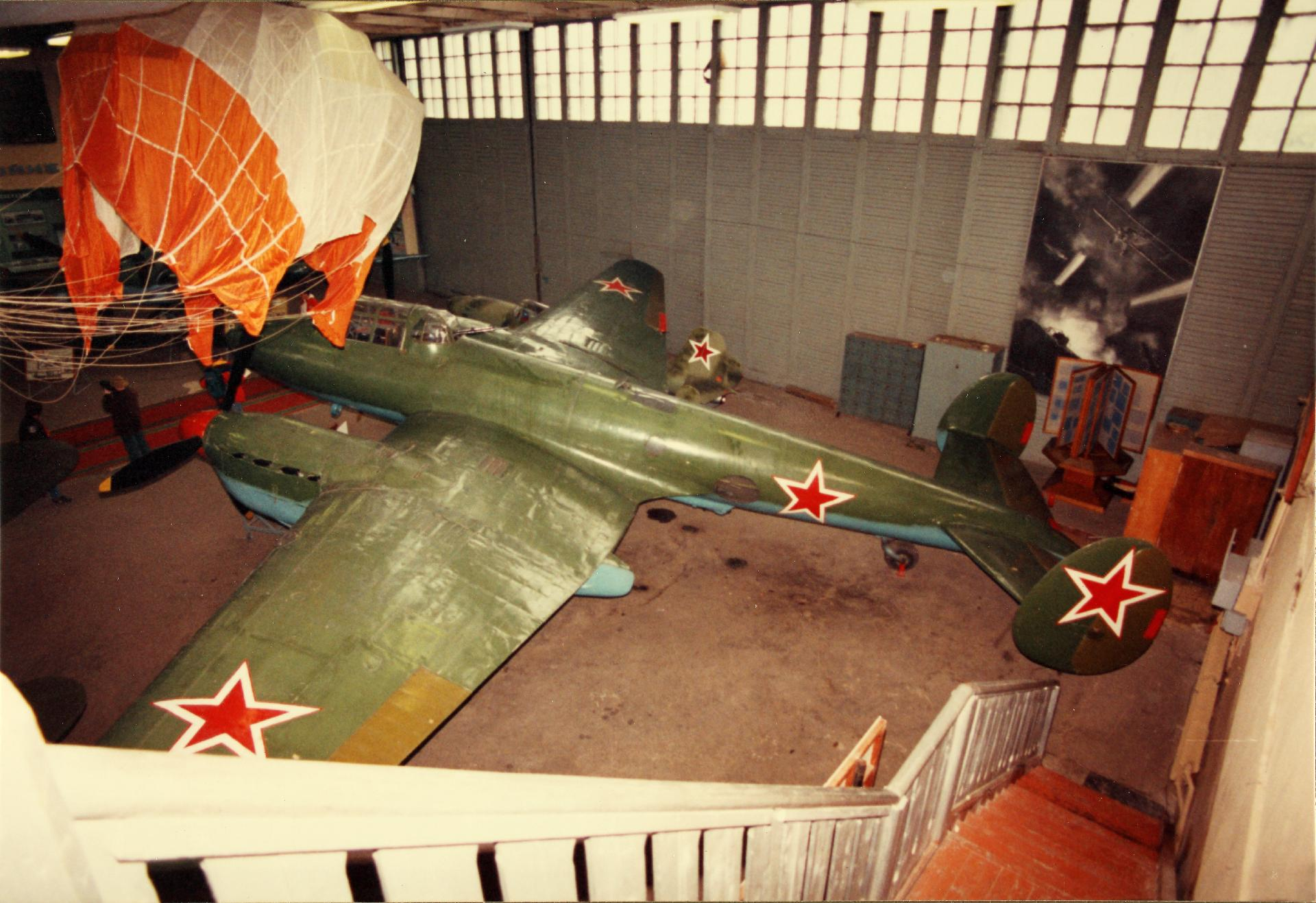
Un Petlyakov Pe-2 esposto presso il Museo centrale della Federazione Russa delle aeronautiche militari di Monino, a Mosca.

Nacque nel villaggio di Jagodnoe, nel governatorato di Samara, il 23 aprile 1914, in una famiglia contadina. Suo padre morì durante la prima guerra mondiale, e sua madre di tifo, e per questo venne allevato in un orfanotrofio. Nel 1935 si arruolò nella Voenno-morskoj flot, frequentando poi la Scuola di pilotaggio per aviatori di marina di Ejsk. Nel 1937 fu assegnato come capo equipaggio al 71º Gruppo aereo autonomo della Flotta del Baltico. Tra il novembre 1939 e il marzo 1940 prese parte alla guerra d'Inverno contro la Finlandia, effettuando 34 missioni.
Con l'inizio della Operazione Barbarossa, cioè l'ingresso nella seconda guerra mondiale dell'Unione Sovietica, iniziò subito le operazioni al fronte. Tra il settembre 1941 e il maggio 1942 fu in servizio nel 73º Reggimento bombardieri della Flotta del Baltico, volando sui Tupolev SB e gli Arkhangelsky Ar-2, e sovraintendendo all'immissione in servizio del nuovo Petlyakov Pe-2. Dall'ottobre 1942 fu trasferito al comando del 44º Gruppo del 15 ° Reggimento autonomo aerei da ricognizione della Flotta del Baltico. Tale reparto, a partire dal 1943, ricevette i Douglas A-20 Havoc e i Petlyakov Pe-2. Entro il settembre 1944 aveva eseguito 215 missioni belliche, partecipato a 7 combattimenti aerei, distrutto 4 batterie d'artiglieria, un treno, affondato motozattere da trasporto, e danneggiato due navi da trasporto,  una nave scorta e un sottomarino. Due volte riportò l'aereo in fiamme dal territorio nemico, e dovette effettuare un ammaraggio di fortuna nel golfo di Finlandia salvando così la vita dell'equipaggio. In quello stesso anno divenne membro del PCUS, e con decreto del Presidium del Soviet Supremo dell'Unione Sovietica del 5 novembre fu insignito del titolo di Eroe dell'Unione Sovietica, e dell'Ordine di Lenin.
Morì l'8 maggio 1945 durante una missione di combattimento nell'area della città lettone di Liepāja.  Quel giorno tutti i circa 50 Focke-Wulf Fw 190 dello Jagdgeschwader 54 decollarono dalla sacca di Curlandia per trasferirsi a Flensburgo, in zona controllata dagli inglesi, o per farsi internare in Svezia, mentre alcuni piloti raggiunsero le loro città di residenza. L'aereo dell'asso Gerhard Thyben, che aveva a bordo il suo meccanico A. Mayers, stipato nel compartimento radio, decollò insieme a quello del suo gregario, l'oberfeldwebel Fritz Hagenbrauk, e si allontanò da Libau oramai in fiamme per dirigersi verso il mare aperto. Mentre stava volando alle 07:54 avvistò un ricognitore Petlyakov Pe 2 che volava a bassa quota in una missione di ricognizione marittima, alla ricerca delle navi cha stavano lasciando la sacca di Curlandia cariche di soldati e civili, per sfuggire alla cattura da parte dei sovietici. 
L'equipaggio Pe-2 era composto dallo starshiy leytenant Grigorij Ivanovič Davidenko, dal kapitan Alekseij Ivanovič Grachev, entrambi insigniti dell'onorificenza di Eroi dell'Unione Sovietica e dallo staršiná Mikhail Murashko. Dopo un breve combattimento sul mare il Pe-2 fu abbattuto, e precipitò tra le onde con la morte di tutti e tre i membri dell'equipaggio.
Un busto in sua memoria venne collocato nel villaggio di Chkalovsk, ora parte della città di Kaliningrad. Il suo nome è inciso in una lastra di marmo del monumento ai caduti dell'aviazione del Baltico presente nel cimitero centrale di Liepaja, in Lettonia.

### Annotazioni
1. ↑  Durante alcune di esse lanciò un totale di sparse 3,5 milioni di volantini sul territorio occupato dai tedeschi.

### Fonti
1. 1 2 3 4 5 6  Nashapobeda.
2. 1 2 3 4 5 6 7  Warheroes.
3. ↑  Weal 2001, p. 117.
4. 1 2  Mattioli 2016, p. 4.
5. 1 2 3  Mattioli 2016, p. 5.

### Pubblicazioni
- Marco Mattioli, Gli ultimi combattimenti aerei della seconda guerra mondiale, in Aerei nella Storia, n. 110, Parma, West-Ward Edizioni, ottobre-novembre 2016,  pp. 4-13.